# Beleń
Beleń [pronunciación en polaco: /ˈbɛlɛɲ/] es un pueblo ubicado en el distrito administrativo de Gmina Zapolice, dentro del condado de Zduńska Wola, Voivodato de Łódź, en el centro de Polonia. Se encuentra a unos 4 kilómetros al noroeste de Zapolice, a 9 kilómetros al suroeste de Zduńska Wola, y a 49 kilómetros al suroeste de la capital regional Łódź.